# Adriano Munoz
Adriano Afonso Thiel Munoz, auch bekannt als Adriano Munoz (* 23. Juli 1978 in Itapiranga) ist ein brasilianischer Fußballspieler, der bei verschiedenen Vereinen weltweit unter Vertrag stand.

## Karriere
Seine Karriere begann er 1999 beim finnischen Verein AC Allianssi. Nach drei Jahren wechselte er zum Verein Myllykosken, wo er von 2002 bis 2005 unter Vertrag stand. Sein Debüt in Norwegen gab er 2006 beim Verein Sandefjord. In Norwegen folgte der Verein Tromsø IL, in Schweden der Verein Örebro SK.
2011 unterschrieb er einen Vertrag beim brasilianischen Verein Cruzeiro Belo Horizonte. Im gleichen Jahr stand er noch bei den finnischen Vereinen PS Kemi Kings und Oulun Palloseura unter Vertrag. Im Jahr 2012 stand er für ein Jahr in Brasilien beim Verein CE Lajeadense unter Vertrag. Von 2012 bis 2015 war er bei den finnischen Vereinen Tornion Palloveikot, Atlantis FC und Pallokerho Keski-Uusimaa unter Vertrag.